# Aluminate
En chimie, un aluminate est un composé contenant un oxyanion d'aluminium, comme l'aluminate de sodium.
Dans la désignation des composés inorganiques, c'est un suffixe qui indique un anion polyatomique contenant un atome d'aluminium en position centrale.

## Oxyanions aluminate
L'alumine est amphotère : elle se dissout à la fois dans les acides et dans les bases. Quand elle est dissoute dans des bases, elle forme les ions hydroxyaluminates comme dans l'hydroxyde d'aluminium ou dans les sels d'aluminium. L'oxyaluminate ou l'aluminate hydratée peuvent être précipités puis calcinés pour produire des aluminates anhydres. Les aluminates sont souvent décrites comme la combinaison d'un oxyde basique et d'un oxyde d'aluminium, par exemple la formule de l'aluminate de sodium anhydre NaAlO2 pourrait être écrite Na2O·Al2O3. 
Plusieurs oxyanions aluminate sont connus :
- Le plus simple est celui qui est approximativement tétraédrique AlO45− présent dans le composé Na5AlO4[2],
- les ions AlO2− dans l'aluminate de sodium anhydre NaAlO2[3] et l'aluminate monocalcique, CaAl2O4 constitué de tétraèdres {AlO4} partageant leurs sommets[4].
- Un anion circulaire, l'anion cyclique Al6O1818−, présent dans l'aluminate tricalcique, Ca3Al2O6, qui peut être considéré comme constitué de 6 tétraèdres {AlO4} partageant leurs sommets[5].
- Plusieurs chaînes infinies d'anions dans les composés Na7Al3O8 qui contiennent des anneaux reliés pour former des chaînes, Na7Al13O10 et Na17Al5O16 qui contiennent des chaînes d'anions uniques[6].

## Oxydes mixtes contenant de l'aluminium
Il existe beaucoup d'oxydes mixtes contenant de l'aluminium où il n'y a pas d'ions aluminates uniques ou polymères. Les spinelles de formule générique A2+B23+O42− qui contiennent de l'aluminium Al3+, tels que le minéral spinelle lui-même, MgAl2O4 sont des oxydes mixtes avec une structure cubique à faces centrées d'atomes d'oxygène O avec l'aluminium Al3+ dans les sites octaédriques.
BeAl2O4, le chrysobéryl, isomorphe avec l'olivine, possède une structure hexagonale compacte d'atomes d'oxygène avec l'aluminium dans les sites octaédriques et le béryllium dans les sites tétraédriques.
Certains oxydes de formule générale MAlO3 appelés parfois aluminates ou orthoaluminates tels que YAlO3, l'ortho-aluminate d'yttrium sont des oxydes mixtes et ont une structure pérovskite. Certains oxydes tels que YAl5O12, appelés habituellement YAG, ont une structure grenat.

## Suffixe aluminate utilisé dans la désignation de composés inorganiques
Exemples :
- l'ion tétrachloroaluminate AlCl4− présent par exemple dans le tétrachloroaluminate de lithium[6]
- l'ion tétrahydruroaluminate AlH4− présent par exemple dans le tétrahydruroaluminate de lithium[6]
- l'ion hexafluoroaluminate AlF63− présent par exemple dans l'hexafluoroaluminate de sodium[6]